# Rio dos Porcos (vattendrag i Brasilien, Santa Catarina)
Rio dos Porcos är ett vattendrag i Brasilien.   Det ligger i delstaten Santa Catarina, i den södra delen av landet, 1 500 km söder om huvudstaden Brasília.
Trakten runt Rio dos Porcos består till största delen av jordbruksmark.